# W.S. Merwin
William Stanley Merwin (New York, 30 september 1927 - Maui, Hawaï, 15 maart 2019), die doorgaans publiceerde met zijn voorletters als W.S. Merwin, was een Amerikaanse dichter, schrijver en vertaler, aan wie tweemaal (in 1971 en 2009) de Pulitzerprijs voor poëzie is toegekend.

## Leven en werk
Merwins vader was een presbyteriaanse predikant. Hij groeide op in Union City (New Jersey) en vanaf 1936 in Scranton (Pennsylvania). Na zijn afstuderen aan de Princeton-universiteit in 1952 maakte hij reizen door Frankrijk, Engeland en Spanje. Op Majorca leerde hij de schrijver Robert Graves kennen, aan wiens zoon hij les gaf. Graves riep het enthousiasme voor de Griekse en Romeinse mythologie in hem wakker. Hij trouwde met de vijftien jaar oudere Dido Milroy en het paar vestigde zich in Londen, waar hij met vertaalwerk de kost verdiende en zijn eerste dichtbundel schreef, die hem in 1952 de 'Yale Series of Younger Poets Award' opleverde.
Zijn eerste bundels stonden nog sterk onder invloed van Robert Graves en Wallace Stevens, maar in de jaren zestig begon hij te experimenteren met de vorm, wat hij theoretisch onderbouwde met essays als On Open Form. Hij verwerkte ook thema's uit zijn eigen leven, bijvoorbeeld in The Drunk in the Furnace (1960). Zijn autobiografie The Miner’s Pale Children verscheen in 1970. Voor The Carrier of Ladders kreeg hij in 1971 zijn eerste Pulitzerprijs. In deze jaren was de Vietnamoorlog een belangrijk thema in zijn werk.
In 1968 keerde Merwin terug naar de VS, terwijl zijn vrouw in Europa achterbleef. Hij werd in 1972 opgenomen in de American Academy of Arts and Letters. In de latere decennia van zijn leven woonde hij op Hawaï. Hij scheidde van Dido Milroy en trouwde in 1983 met Paula Dunaway. De natuur werd nu het overheersende thema in zijn poëzie. In 1993 werd hij ook lid van de American Academy of Arts and Sciences. Na Folding Cliffs: A Narrative (1998) verschenen in 2006 verdere memoires onder de titel Summer Doorways. In 2009 kreeg hij zijn tweede Pulitzerprijs voor poëzie, voor The Shadow of Sirius. Sinds 2017 had hij de eretitel van 17e Poet Laureate van de Verenigde Staten.
W.S. Merwin woonde op een ananasplantage aan de Hawaïaanse kust. Hij stierf op 91-jarige leeftijd.

## Werken (selectie)
Poëzie
- A Mask for Janus (1952)
- The Dancing Bears (1954)
- Green with Beasts (1956)
- The Drunk in the Furnace (1960)
- The Moving Target (1963)
- The Lice (1967)
- Animae (1969)
- The Carrier of Ladders (1970)
- Signs (1970)
- Writings to an Unfinished Accompaniment (1973)
- The Compass Flower (1977)
- Feathers From the Hill (1978)
- Finding the Islands (1982)
- Opening the Hand (1983)
- The Rain in the Trees (1988)
- Travels (1993)
- The Vixen (1996)
- Flower & Hand (1997)
- The Folding Cliffs: A Narrative (1998), roman in verzen
- The River Sound (1999)
- The Pupil (2001)
- Migration: New & Selected Poems (2005)
- Present Company (2005)
- The Shadow of Sirius (2008)
- The Moon Before Morning (2014)
- Garden Time (2016)

Proza
- The Miner's Pale Children (1970)
- Houses and Travellers (1977)
- Unframed Originals: Recollections (1982)
- The Lost Uplands: Stories of Southwest France (1992)
- The Mays of Ventadorn (2002)
- The Ends of the Earth (2004), essays.
- Summer Doorways: A Memoir (2005)
- The Book of Fables (2007)

Toneel
- Darkling Child (1956), met Dido Milroy
- Favor Island (1957)
- The Gilded West (1961)

## Secundaire literatuur
- Cheri Davis: W.S. Merwin. Twayne, Boston 1981, ISBN 0-8057-7301-0.
- Jay Parini: Merwin, W(illiam) S(tanley). In: Ian Hamilton (red.): The Oxford Companion to Twentieth-Century Poetry in English. Oxford University Press, Oxford 1996.